# Вандерстраэтен, Феликс
Феликс Вандерстраэтен (фр. Félix Vanderstraeten ; 18 июля 1823, Брюссель - 29 июня 1884, Брюссель) – бельгийский либеральным политик, государственный деятель. Бургомистр Брюсселя (1879–1881), Олдермен, предприниматель – пивовар.
Сын пивовара. Изучал право в Свободном университете Брюсселя.  Работал судьей коммерческого суда Брюсселя.
При нём в 1880 году независимая Бельгия отметила своё 50-летие. На старом военном полигоне, состоялось торжественное открытие в июне 1880 года, всемирной выставки, которую посетили тысячи бельгийцев и заграничных гостей. Место проведения выставки было преобразовано в красивый городской парк, который сегодня известен как «Парк Пятидесятилетия».